# Винча
Винча (на сръбски: Винча) е село в днешна Сърбия близо до столицата Белград.
Намира се в община Гроцка на десния бряг на река Дунав, на 1145 км от вливането на реката в Черно море.
Селото е център на неолитната Винчанската култура и е богато на археологически находища от времето на неолита. Във Винча се намира Институтът за ядрени науки Винча.
През 2002 г. Винча има население от около 5815 жители.